# Quintanilla de Urz (kommunhuvudort)
Quintanilla de Urz är en kommunhuvudort i Spanien.   Den ligger i provinsen Provincia de Zamora och regionen Kastilien och Leon, i den nordvästra delen av landet, 250 km nordväst om huvudstaden Madrid. Quintanilla de Urz ligger 715 meter över havet och antalet invånare är 139.
Terrängen runt Quintanilla de Urz är platt. Runt Quintanilla de Urz är det glesbefolkat, med 19 invånare per kvadratkilometer. Närmaste större samhälle är Benavente, 14,4 km öster om Quintanilla de Urz. Trakten runt Quintanilla de Urz består till största delen av jordbruksmark.